# Новосёлок (Татарстан)
Новосёлок — деревня в Пестречинском районе Татарстана. Входит в состав Пановского сельского поселения.

## География
Находится в северо-западной части Татарстана на расстоянии приблизительно 17 км на восток-северо-восток по прямой от районного центра села Пестрецы, прилегая к селу Пановка с востока.

## История
Известна с 1602—1603 годов как деревня Малая Сия.

## Население
Постоянных жителей было: в 1782 году — 30 душ мужского пола, в 1859—453, в 1897—812, в 1908—709, в 1920—710, в 1926—691, в 1949—478, в 1958—261, в 1970—211, в 1979—192, в 1989—155, в 2002—87 (русские 85 %), 81 в 2010.